# القمعة (دوعن)

'

تعديل مصدري - تعديل

القمعة هي إحدى قرى عزلة صيف بمديرية دوعن التابعة لمحافظة حضرموت، بلغ تعداد سكانها 61 نسمة حسب تعداد اليمن لعام 2004.